# Maquiné
Maquiné là một đô thị thuộc bang Rio Grande do Sul, Brasil. Đô thị này có diện tích 622,121 km², dân số năm 2007 là 7314 người, mật độ 11,76 người/km².